# Kétszínű fogólábú-fátyolka
A kétszínű fogólábú-fátyolka (Mantispa styriaca) Közép-Európában elterjedt, ragadozó rovarfaj.

## Leírása
A fogólábú fátyolkák jellegzetes elülső lábaikról könnyen felismerhetőek. A kétszínű fogólábú-fátyolka testhossza elérheti a 20 mm-t, szárnyfesztávolsága 30–35 mm. Szárnya üvegesen átlátszó, tág erezetű; testszíne sárgásbarna, sötétebb barna mintázattal.
Közép-Európában elterjedt, Magyarországon elsősorban tölgyeserdők lakója. Étrendjét különböző légyfélék teszik ki, amelyeket lesből, fogókarjainak gyors mozdulatával fog el. Mintegy 300 petéjét szeptemberben rakja le. A kikelő lárvák nőstény farkaspókokat keresnek és azok potrohán hordozott petecsomójában a pók védelmében fejlődnek ki, miközben felfalják a tápanyagban gazdag petéket. Végül egy kis kokont szőnek, amiben egy utolsó vedlés után bebábozódnak. Ezt a típusú, parazitizmussal kombinált fejlődést hipermetamorfózisnak nevezik.